# مارتن ستيفنز (سياسي)
مارتن ستيفنز (بالإنجليزية: Martin Stevens)‏ هو سياسي بريطاني، ولد في 31 يوليو 1929، وتوفي في 10 يناير 1986. حزبياً، نشط في حزب المحافظين. وقد في الانتخابات العامة للمملكة المتحدة 1979 ‏، انتخب عضو البرلمان الثامن والأربعون للمملكة المتحدة عن دائرة Fulham (UK Parliament constituency) ‏ خلال فترته النيابية ‏ (3 مايو 1979 – 13 مايو 1983) وفي الانتخابات العمومية للمملكة المتحدة 1983 ‏، انتخب عضو البرلمان التاسع والأربعون للمملكة المتحدة عن دائرة Fulham (UK Parliament constituency) ‏ خلال فترته النيابية ‏ (9 يونيو 1983 – 10 يناير 1986).